# Urda (település)
Urda egy község Spanyolországban, Toledo tartományban. Urda Consuegra, Villarrubia de los Ojos, Fuente el Fresno és Los Yébenes községekkel határos. Lakosainak száma 2494 fő (2024).

## Népesség
A település népessége az utóbbi években az alábbiak szerint változott:
| Lakosok száma | 3035 | 3107 | 3148 | 3136 | 3056 | 2920 | 2636 | 2529 | 2417 | 2494 |
|               | 2001 | 2004 | 2007 | 2009 | 2012 | 2014 | 2017 | 2019 | 2022 | 2024 |